# 黃毓祺
黃毓祺（1579年—1649年），字介之，號大愚，江陰人。

## 生平
月城黃氏九世孫，黃鑾之曾孫，出生於1579年（萬曆七年），1621年（天啟元年）恩貢，崇禎年間與缪尊素成立“江上九子社”，主张“廣言路，行改良，正朝政”，明末閉戶讀書，長齋事佛，與錢謙益有往來。周延儒早年曾与黄毓祺同窗共学，一日两人议论天下事，话不投机，毓祺用桌上砚台掷之，沒打中，叹曰：“恨不杀此误国儿！”1645年（順治二年）固守江阴，八月城破，毓祺潛渡海。明亡後，毓祺奔走各地，籌劃義師抗清。1647年（順治四年）正月，組織船隻千艘，起兵舟山海上，謀復常州，錢謙益、柳如是至海上犒師。前往崇明時，適颱風大作，船隻大多被摧毀。亡命常熟、泰州。
1648年（順治五年）四月，被陳之龍擒於通州（今南通）之法寶寺，搜出印信詩詞。下海陵獄，獄中備受酷肆拷掠，獄吏問他“若欲何為？”回答：“求一死耳！”。後囚于廣陵獄。獄中作詩曰：“劍樹刀山掉臂過，長伸兩腳自為摩。三千善逝原非佛，百萬波旬豈是魔！潦倒不妨天亦醉，掀翻一任水生波。夜來夢作修羅手，其奈雙丸忽跳何。”1649年（順治六年）己丑，死于金陵獄。其絕命詩云：“人聞忠孝本尋常，牆壁為心鐵石腸，擬向虛空擎日月，曾於夢幻歷冰霜，簷頭百里青音吼，獅子千尋白乳長，示幻不妨為厲鬼，雲期風馬晝飛揚。"尸体由邓大临“棺敛送归”，葬月城吴家村西。有妻徐氏、赵氏，共生四子三女。有子黃大湛、黄大淳、黄大洪。